# Parthenicus nevadensis
Parthenicus nevadensis är en insektsart som beskrevs av Knight 1968. Parthenicus nevadensis ingår i släktet Parthenicus och familjen ängsskinnbaggar. Inga underarter finns listade i Catalogue of Life.